# Daggfunkia
Daggfunkia (Hosta sieboldiana) är en art i familjen Sparrisväxter från ön Honshu i Japan. Arten odlas som trädgårdsväxt i Sverige. Ej att förväxla med spädfunkia (H. sieboldii) trots de lika vetenskapliga namnen.

## Synonymer
Funkia glauca Siebold ex Miq.
Funkia sieboldiana Hook.
Hosta glauca (Siebold) Stearn
Hosta sieboldiana var. hypophylla F. Maek.
- Wikimedia Commons har media som rör Daggfunkia.